# マルキン食品

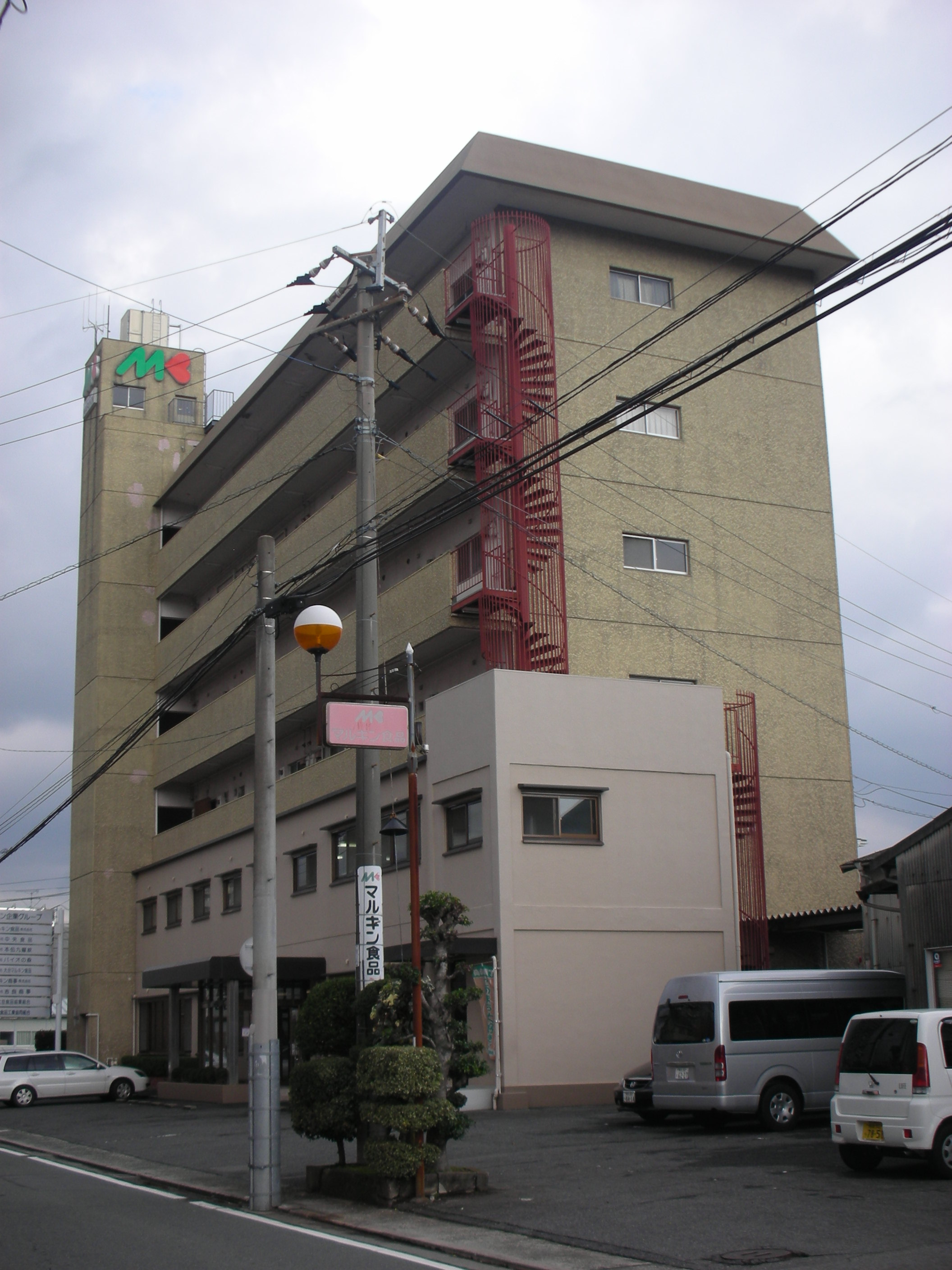
以前の本社

マルキン食品株式会社（マルキンしょくひん）は、熊本県の納豆メーカー。3年連続で全国納豆鑑評会において最優秀賞を受賞した経緯もある。
「愛ある味のパートナー」を目標に掲げており、熊本を中心に事業を展開しているが、一部の商品は全国的に流通している。地元では丸美屋と並ぶ有名な納豆メーカー。主力商品の納豆以外に豆腐、きな粉などの大豆加工品やこんにゃく、ところてんを製造・販売している。

## 沿革
- 1915年 - 熊本県熊本市（現・中央区）本荘町に「吉良製粉所」が創設。
- 1946年 - 熊本粉食工業有限会社を設立。
- 1954年 - 株式会社マルキン本舗に改称。
- 1962年 - マルキン食品工業株式会社を設立。
- 1964年 - 株式会社マルキン本舗をマルキン食品工業株式会社に合併。
- 1968年 - マルキン蒲鉾株式会社を設立。
- 1976年 - 株式会社中央食品を設立。
- 1980年 - 有限会社森川発酵食品工業所を系列にする。
- 1982年 - 九州大豆食品協業組合を設立。
- 1985年 - 株式会社本伝九曜紋、株式会社バイオの森を設立。
- 1987年 - 株式会社大分マルキン食品を大分県大分市青崎に新築移転。
- 1990年 - 社名を「マルキン食品工業株式会社」から『マルキン食品株式会社』に変更し、コーポレートマークを一新。株式会社関西マルキンを設立。
- 1997年 - 納豆資料館を開設。
- 1998年 - 上益城郡嘉島町に「嘉島物流センター」を竣工[1]。
- 2000年 - 株式会社中央食品をマルキン食品株式会社へ業務吸収。
- 2005年 - 阿蘇郡西原村の鳥子工業団地に「阿蘇工場」を新設。創業90周年。
- 2012年 - 人吉・宮崎・延岡・鹿児島駐在所開設
- 2013年 - 近畿駐在所開設、広島営業所移転
- 2015年 - 創業100周年。
- 2018年 - 第４回全国豆腐品評会 九州・沖縄地区大会で、元気とうふ　有機ミニが金賞受賞

## 工場
- 本社・世安工場：熊本県熊本市中央区世安町380
- 宇土工場：熊本県宇土市松原町356-4
- 松橋工場：熊本県宇城市松橋町古保山3436
- 阿蘇工場：熊本県阿蘇郡西原村大字鳥子312-1

## 主な商品
- 元気納豆シリーズ
- 元気とうふシリーズ
- 元気こんにゃくシリーズ
- 元気ところてん「スイスイ」
- ご汁の素
- 南関あげ
- きな粉
- B-GENKIシリーズ

## 提供番組

### 過去の提供番組
- テレビ
  - ちびっ子タイム・このゆびと〜まれ!!（RKK熊本放送・月曜〜金曜18:50 - 18:54）
  - テレビタミン（KKT熊本県民テレビ・毎週火曜日17時台）
  - RKKワイド夕方いちばん（熊本放送・毎週月曜日）
  - 本番組で毎週金曜日に放送している「元気が大好き 小学校対抗長なわとび選手権」の協賛スポンサーでもある。そのため毎年3月に行われるチャンピオン大会の模様を伝える特別番組は、一社提供番組として放送している。

- ラジオ
  - 開店! ウメ子食堂（RKBラジオ・毎週月曜日12時台）
  - 安藤豊オトナの学校（RKBラジオ・毎週月曜日12時台）
  - 門馬良 今日も気分上々（RKBラジオ・毎週月曜日12時台）

## 関連会社
- 株式会社本伝九曜紋
- 株式会社バイオの森
- マルキン商事株式会社
- 九州大豆食品株式会社
- 株式会社B-GENKI